# Biserica de lemn din Rieni

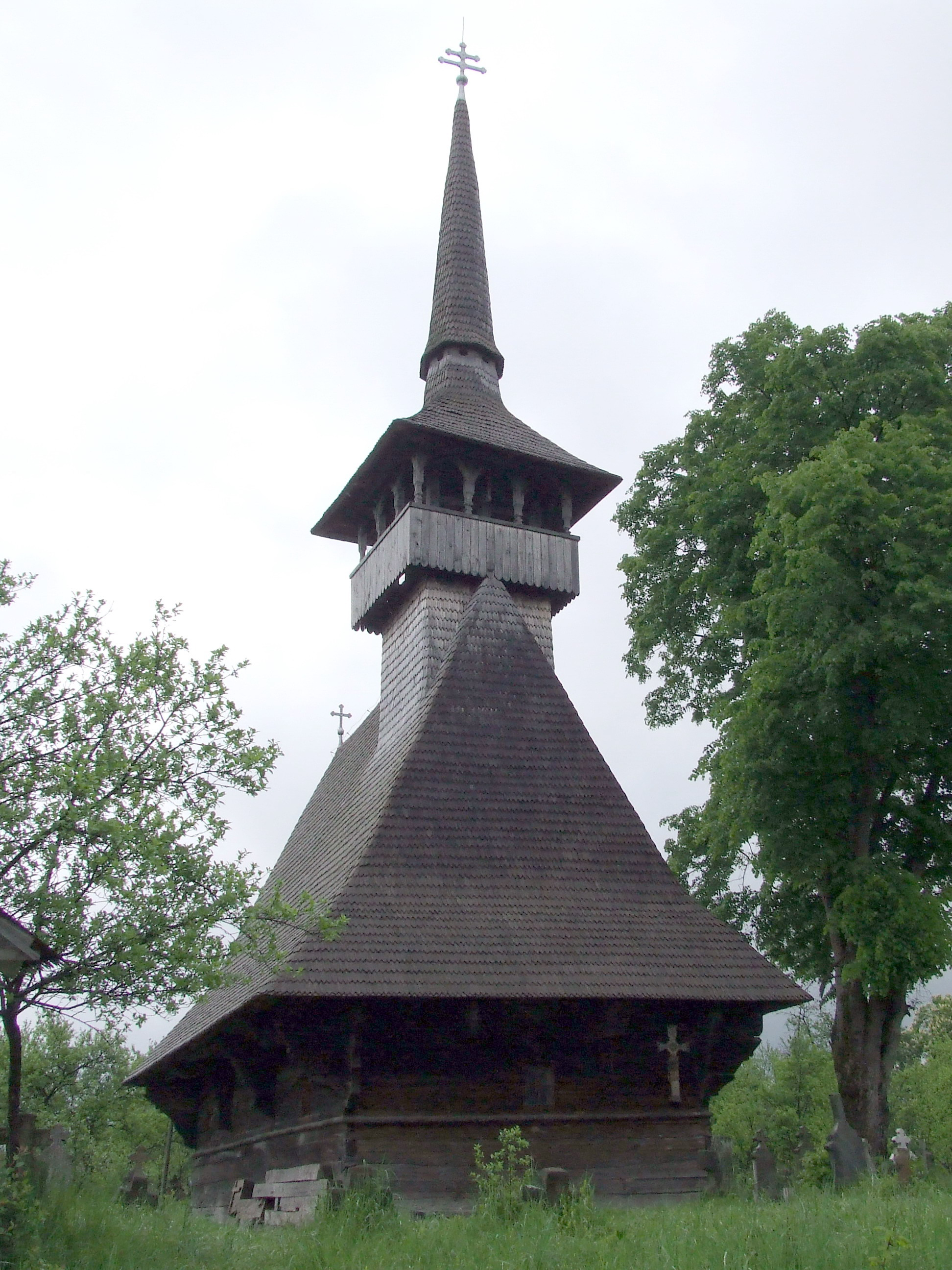
Biserica de lemn din Rieni, judeţul Bihor, 2008

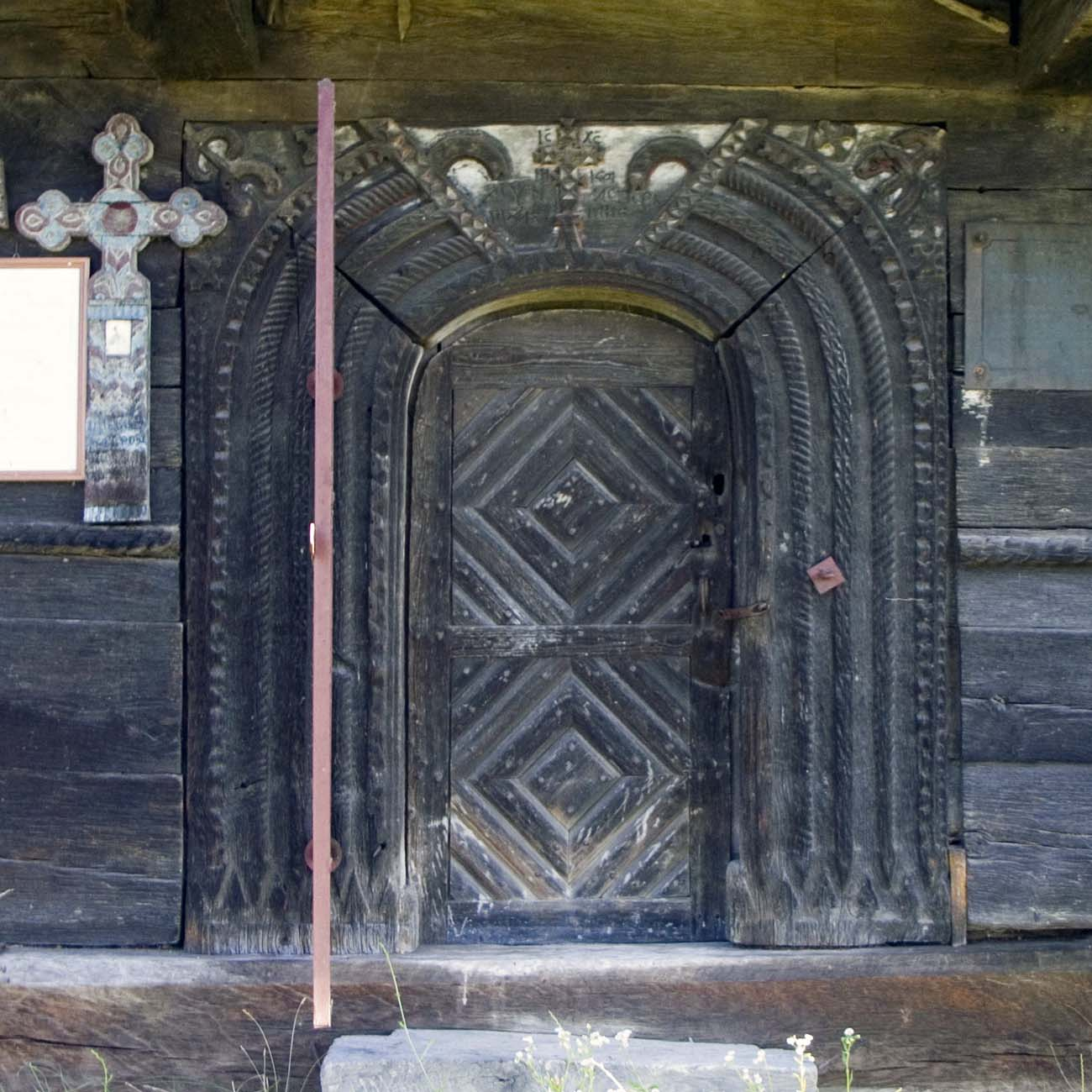
Portalul intrării, 2008

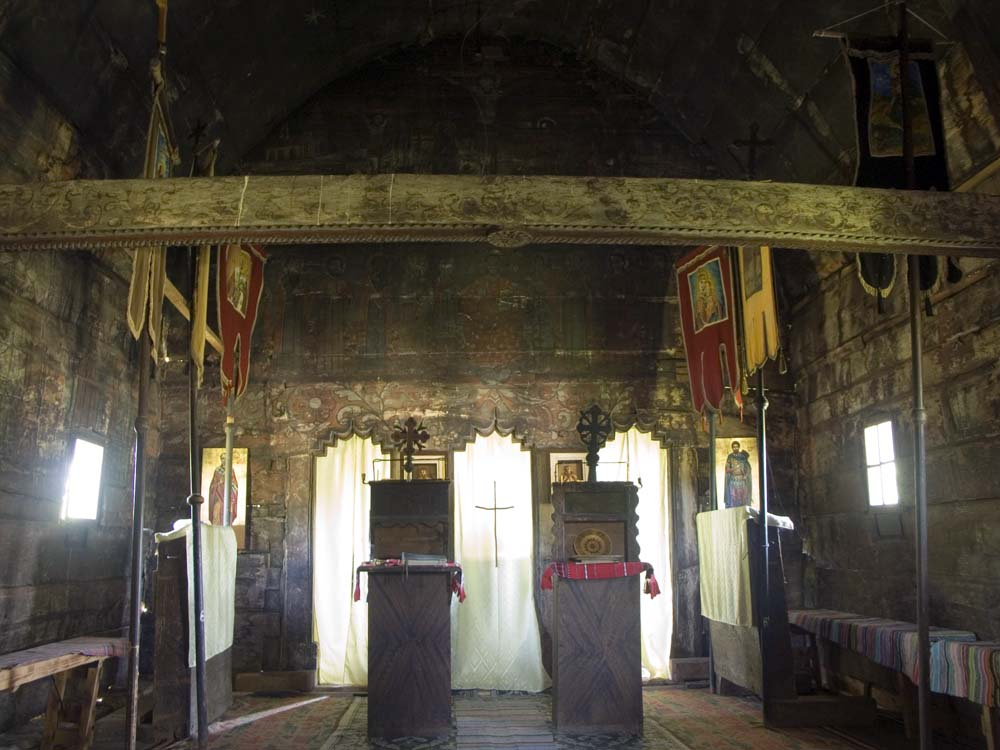
Interiorul navei, spre iconostas, 2008

Biserica de lemn din Rieni se află în localitatea omonimă din județul Bihor. Are hramul "Sf. Mucenic Teodor Tiron". Biserica se află pe noua listă a monumentelor istorice sub codul LMI:  BH-II-m-A-01190.

## Istoric
În anul 1743 locuitorii din Rieni cer și li se aprobă fier pentru biserică. Meletie Covaci găseste la Rieni în anul 1752 o biserica de lemn cu învelitoare de șindrilă. Satul avea deci o biserică veche din moment ce la 1753-1754 își construiește o altă biserică de lemn. 
Pe bârna de sus a portalului de intrare în tindă se poate descifra pisania cu scriere chirilică: ” 1754 Meșter Tulea Ilie” . Bârna de deasupra portalului de intrare în naos are și o inscripție parțial păstrată deunde rezultă numele ctitorilor Popa Samoilă și Popa Mihai precum și anul 1753. 
Pe ușa proscomidiei se află o inscripție: „Am zugrăvit eu David Zugravul 1755”.

## Imagini

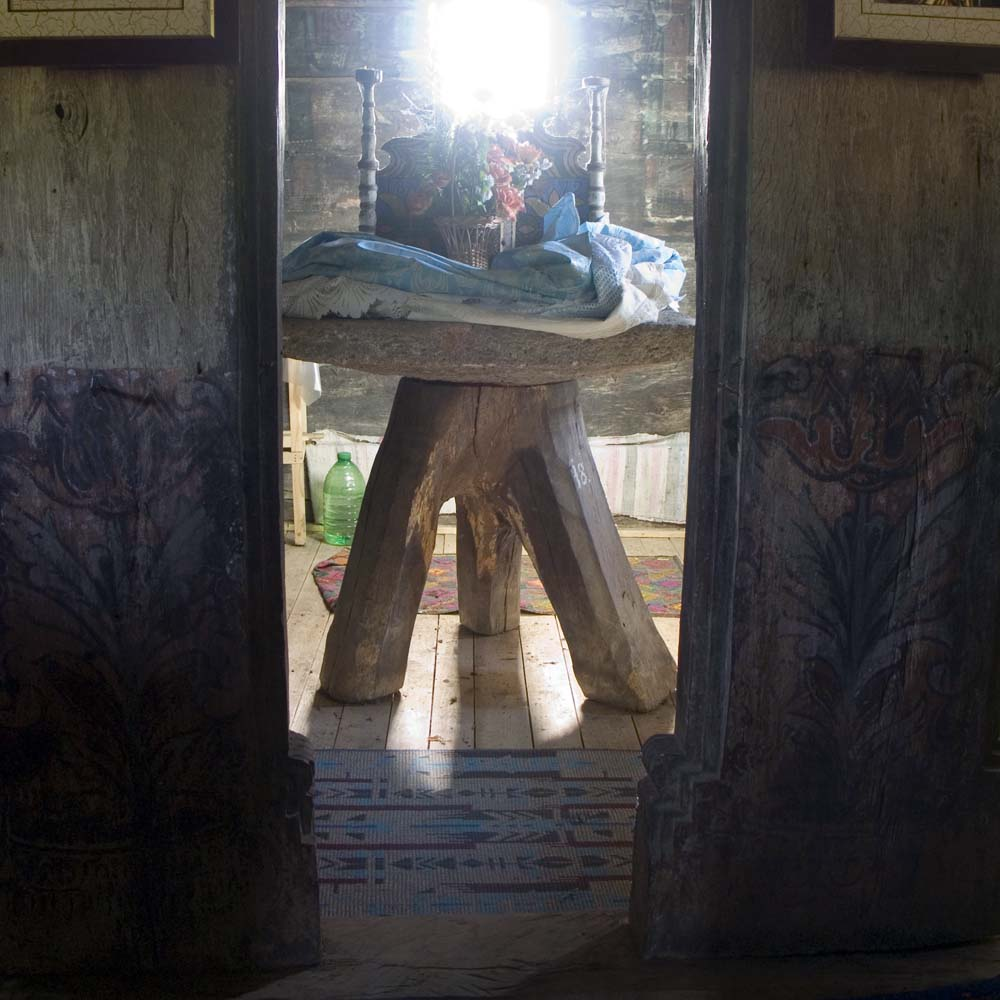
Masa altarului
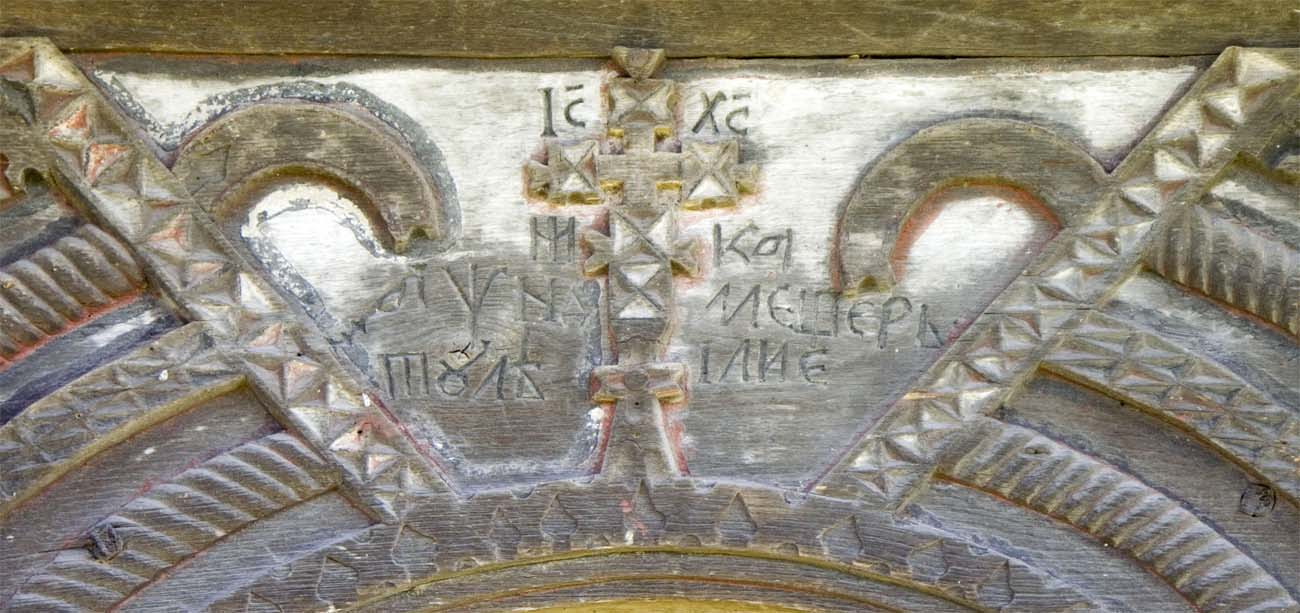
Semnătura meşterului de pe portal
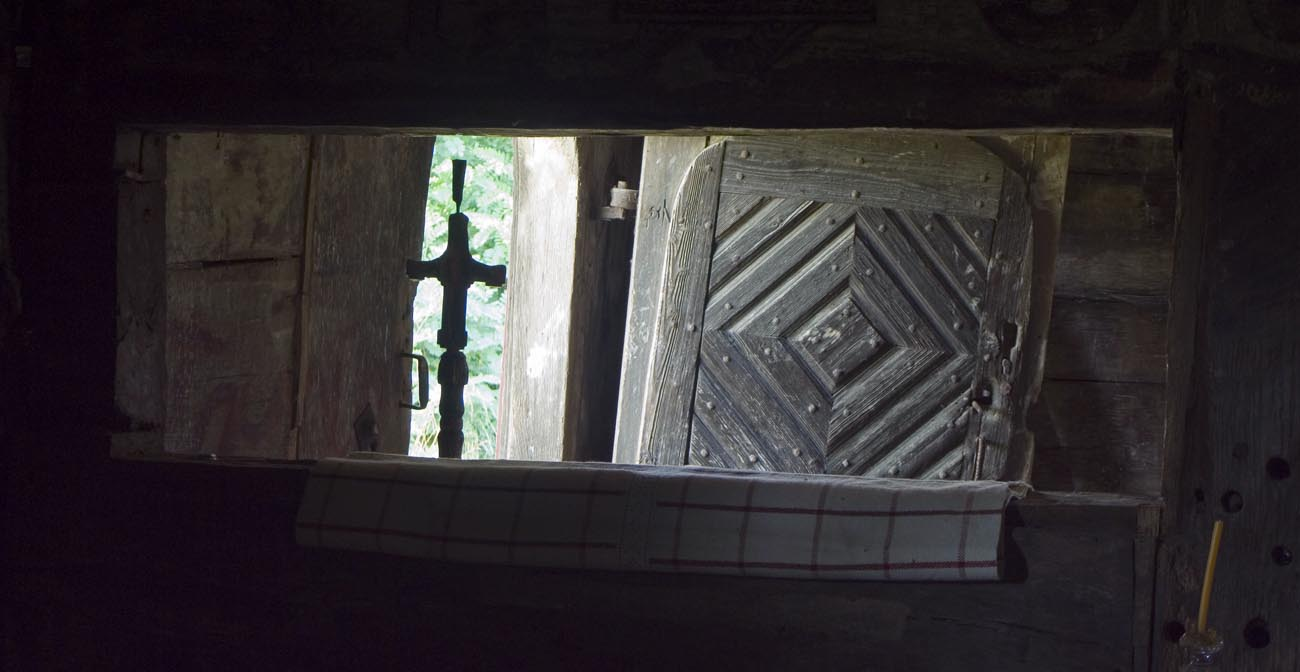
Ferestră între tindă şi navă